# باولو إنريكي سوزا دي أوليفيرا
باولو إنريكي سوزا دي أوليفيرا (بالبرتغالية: Paulo Henrique Souza de Oliveira‏) (مواليد 5 يناير 1943) هو لاعب كرة قدم. يلعب مع منتخب البرازيل لكرة القدم. سبق له أن لعب في كأس العالم لكرة القدم مع منتخب بلاده.

## روابط خارجية
- باولو إنريكي سوزا دي أوليفيرا على موقع الاتحاد الدولي (مؤرشف)  (الإنجليزية)
- باولو إنريكي سوزا دي أوليفيرا على موقع قاعدة بيانات كرة القدم.إي يو (الإنجليزية)
- باولو إنريكي سوزا دي أوليفيرا على موقع قاعدة بيانات كرة القدم.إي يو (الإنجليزية)
- باولو إنريكي سوزا دي أوليفيرا على موقع ناشيونال فوتبول تيمز (الإنجليزية)
- باولو إنريكي سوزا دي أوليفيرا على موقع Soccerway.com (الإنجليزية)
- باولو إنريكي سوزا دي أوليفيرا على موقع عالم كرة القدم.نت (الإنجليزية)